# Margarita od Montferrata
Margarita od Montferrata (katalonski: Margalida de Montferrat) bila je španjolska plemkinja.

## Obitelj
Margarita (ili Margareta) bila je kći Ivana II. od Montferrata (umro 1372.) te tako unuka Teodora Paleologa, preko kojeg je bila potomak careva Paleologa.
Njezina je majka bila gospa Izabela od Mallorce, kći kralja Jakova III. od Mallorce.
1375. Margarita se udala za grofa Petra II. od Urgella. Bila mu je druga supruga te mu je rodila nekoliko djece:
- Jakov II., očev nasljednik te posljednji grof Urgella[1]
- Tadeo
- Beatris
- Leonora od Urgella
- Cecilija od Urgella
- Izabela
- Petar
- Ivan

Potaknut Margaritom, Jakov II. je ušao u sukob s kraljem Ferdinandom I. Aragonskim.